# لوسيان جاسيرون
لوسيان جاسيرون (بالفرنسية: Lucien Jasseron)‏ (29 ديسمبر 1913 - 15 نوفمبر 1999) لاعب كرة قدم فرنسي حيث لعب لصالح نادي لوهافر ونادي راسينغ باريس كما شارك مع منتخب فرنسا في نهائيات بطولة كأس العالم 1938 التي أقيمت في فرنسا . وبعد اعتزاله اتجه إلى التدريب .

## روابط خارجية
- لوسيان جاسيرون على موقع قاعدة بيانات كرة القدم.إي يو (الإنجليزية)
- لوسيان جاسيرون على موقع ناشيونال فوتبول تيمز (الإنجليزية)
- لوسيان جاسيرون على موقع Soccerway.com (الإنجليزية)
- لوسيان جاسيرون على موقع عالم كرة القدم.نت (الإنجليزية)